# Mundamarai
Mundamarai es una ciudad censal situada en el distrito de Ganjam en el estado de Odisha (India). Su población es de 4253 habitantes (2011). Se encuentra a  45 km de Brahmapur y a 161 km de Bhubaneswar.

## Demografía
Según el censo de 2011 la población de Mundamarai era de 4253 habitantes, de los cuales 2064 eran hombres y 2189 eran mujeres. Mundamarai tiene una tasa media de alfabetización del 74,77%, superior a la media estatal del 72,87%: la alfabetización masculina es del 82,57%, y la alfabetización femenina del 67,53%.